# 水野雅之
水野 雅之（みずの まさゆき、1977年9月14日 - ）は、毎日放送東京支社東京制作部所属の演出家・テレビプロデューサー・ディレクター。

## 来歴・人物
愛知県春日井市出身。愛知県立旭丘高校、慶應義塾大学商学部卒業後、2000年毎日放送に入社。営業局に配属。
2006年本社制作局へ配属。
2008年東京支社テレビ制作部へ異動、演出を手がける。
2009年『〜たむらけんじの学校に行こッ！〜イマドキのセイシュン』で放送文化基金賞受賞。
2020年総合演出を務める『プレバト!!』が「放送人グランプリ」企画賞受賞。
2024年『俳句×SDGsの未来教室』が民間放送連盟賞送人テレビ教養番組部門優秀賞を受賞。
高校時代、林修に師事。林も覚えていた間柄。当時から講義後に食事に行く間柄で、林が今でも答案内容を覚えているほどの師弟関係。『林先生が驚く初耳学!』スタート時の取材で、林は「記憶に残っている教え子と一緒にできることは嬉しい」と語っている。
2012年10月から『プレバト!!』（総合演出）2015年4月から『林先生が驚く初耳学!』（総合演出兼プロデューサー）さらに2017年10月から始まった『教えてもらう前と後』を企画したことで、2017年10月時点でTBS系列ゴールデン・プライム帯における毎日放送制作の全番組を手がける。
『プレバト!!』の俳句企画では、俳句に取り組む出演者のメンタルを把握するために、放送に使われないにもかかわらず毎回自らも句作に取り組んでいる。
地上波の番組制作だけにとどまらず、新木優子の公式YouTubeやTikTokも手がける。

## 現在の担当番組
- プレバト!!（総合演出）
- 新木優子の公式YouTube、TikTokあらきあるき

## 過去の担当番組
- ちちんぷいぷい
- チェック!ザ・No.1
- 地球感動配達人 走れ!ポストマン
- イチハチ（ディレクター→総合演出）
- ジャパーン47ch（演出）
- 超人気芸人ガチで大ゲンカ祭（総合演出）
- 芸人ベストパフォーマンス（総合演出→プロデューサー）
- 林先生が初耳だった！1億人のお宝雑学15選（総合演出）
- 北野演芸館〜たけしが本気で選んだ芸人大集結SP〜（総合演出）
- 今だから言えるナイショ話（演出 1回目）
- 教えてもらう前と後（プロデューサー）
- バズってるあの場所掘ってみた（プロデューサー、2020年2月1日・12月1日）
- 平気なの!?って聞くTV（演出・プロデューサー、2020年9月27日）
- 林先生が驚く初耳学!（総合演出・プロデューサー）
- 100%!アピールちゃん（演出・プロデューサー）
- 月曜の蛙、大海を知る。（企画・演出・プロデュース）

※＝東京・TBSテレビ制作番組